# Saint-Philbert-sur-Orne
Saint-Philbert-sur-Orne is een gemeente in het Franse departement Orne (regio Normandië) en telt 126 inwoners (1999). De plaats maakt deel uit van het arrondissement Argentan.

## Geografie
De oppervlakte van Saint-Philbert-sur-Orne bedraagt 5,9 km², de bevolkingsdichtheid is 21,4 inwoners per km².
De onderstaande kaart toont de ligging van Saint-Philbert-sur-Orne met de belangrijkste infrastructuur en aangrenzende gemeenten.

## Demografie
Onderstaande figuur toont het verloop van het inwonertal (bron: INSEE-tellingen).